# Cohors I Bracarorum
Die Cohors I Bracarorum [civium Romanorum] (deutsch 1. Kohorte der Bracarer [der römischen Bürger]) war eine römische Auxiliareinheit. Sie ist durch Militärdiplome belegt.

## Namensbestandteile
- Bracarorum: der Bracarer. Die Soldaten der Kohorte wurden bei Aufstellung der Einheit entweder aus dem Volksstamm der Bracarer oder auf dem Gebiet des conventus Bracara Augusta (mit der Hauptstadt Bracara Augusta) rekrutiert.[1]

- civium Romanorum: der römischen Bürger. Den Soldaten der Einheit war das römische Bürgerrecht zu einem bestimmten Zeitpunkt verliehen worden. Für Soldaten, die nach diesem Zeitpunkt in die Einheit aufgenommen wurden, galt dies aber nicht. Sie erhielten das römische Bürgerrecht erst mit ihrem ehrenvollen Abschied (Honesta missio) nach 25 Dienstjahren. Der Zusatz kommt in dem Militärdiplom von 104 vor.

Da es keine Hinweise auf die Namenszusätze milliaria (1000 Mann) und equitata (teilberitten) gibt, ist davon auszugehen, dass es sich um eine Cohors quingenaria peditata, eine reine Infanterie-Kohorte, handelt. Die Sollstärke der Einheit lag bei 480 Mann, bestehend aus 6 Centurien mit jeweils 80 Mann.

## Geschichte
Die Kohorte war in der Provinz Mauretania Tingitana stationiert. Sie ist auf Militärdiplomen für die Jahre 88 bis 104 n. Chr. aufgeführt.
Der erste Nachweis der Einheit in Mauretania Tingitana beruht auf einem Diplom, das auf 88 datiert ist. In dem Diplom wird die Kohorte als Teil der Truppen (siehe Römische Streitkräfte in Mauretania) aufgeführt, die in der Provinz stationiert waren. Ein weiteres Diplom, das auf 104 datiert ist, belegt die Einheit in derselben Provinz.
Die Kohorte war möglicherweise noch in den 30er Jahren des 2. Jh. in Mauretania Tingitana stationiert.

## Standorte
Standorte der Kohorte sind nicht bekannt.

## Angehörige der Kohorte
Angehörige der Kohorte sind nicht bekannt.